# Prasutagus
Prasutagus var en kung över den keltiska stammen Iceni, som bebodde ungefär vad som nu är Norfolk, kring det första århundradet. Han är mest känd som make till Boudica.
Prasutagus kan ha varit en av de elva kungar som underkastade sig Claudius under den romerska invasionen år 43 eller också kan han ha blivit kung efter att ett uppror av Icenistammen slogs ner år 47. Under alla omständigheter kunde han som en allierad till romarna agera tämligen självständigt. För att försäkra sig om detta gjorde han den romerska kejsaren till delarvinge av hans rike, tillsammans med hans två döttrar. Tacitus skrev att Prasutagus levde ett långt och framgångsrikt liv, men när han dog ignorerade romarna hans vilja och tog över. Boudica pryglades och döttrarna våldtogs. Allt det här ledde till ett uppror hos Icenistammen, under Boudicas ledarskap, år 60 eller 61.